# Social Science Research Network
Social Science Research Network ou SSRN est un site web de dépôt de prépublications d'articles scientifiques créé en 1994 par Michael Jensen et Wayne Marr. 
Le site a été racheté en 2016 par Elsevier.